# ألان تورين
ألان تورين (بالفرنسية: Alain Touraine) هو عالم اجتماع فرنسي من مواليد سنة 1925، يُعد من أهم علماء الاجتماع المعاصرين. عمل باحثاً في المجلس الوطني للبحوث الفرنسية حتى سنة 1958، وأسس مركز دراسات علم اجتماع العمل في جامعة تشيلي في سنة 1960، وأصبح باحثا في كلية «إيتوديس» للعلوم بباريس. اشتهر بتطويره مفهوم «مجتمع ما بعد الصناعي». اهتم بدراسة الحركات الاجتماعية، وكتب الكثير في هذا المجال. حظي بشهرة واسعة في أمريكا اللاتينية وفي أوروبا. حصل في سنة 1998 على جائزة «أمالفي»، الأوروبية لعلم الاجتماع، وفي عام 2004 تلقى تورين درجة الدكتوراه الفخرية من جامعة «فالبرايسو» في تشيلي، وفي سنة 2006 تلقى درجة الدكتوراه الفخرية من الجامعة الوطنية في «سانت مارتن»، وفي ديسمبر 2006 من جامعة كولومبيا الوطنية، وفي سنة 2008 تلقى أيضا درجة دكتوراه فخرية من جامعة «مايوردي سان ماركوس» في ليما.
تأثر ألان تورين منذ شبابه بأشكال عديدة من المعارضة السياسية، وقد انعكس هذا الأمر في كتاباته التي تتميز بجدة منظورها الذي وصل حد الثورية.
له عدّة مؤلفات أغنى بها المطبخ الاجتماعي، من بينها: «نقد الحداثة» (بالفرنسية: Critique de la modernité) سنة 1998، «براديغم جديد: من أجل فهم عالم اليوم» سنة 2005، وعدة مؤلفات أخرى.

## الوفاة
توفي ألان تورين في 9 يونيو 2023 عن عمر ناهز السابعة والتسعين.

## روابط خارجية
- ألان تورين على موقع مونزينجر (الألمانية)